# Lamillarié
Lamillarié är en kommun i departementet Tarn i regionen Occitanien i södra Frankrike. Kommunen ligger i kantonen Réalmont som tillhör arrondissementet Albi. År 2022 hade Lamillarié 510 invånare.

## Befolkningsutveckling
Antalet invånare i kommunen Lamillarié
| Referens: INSEE |